# Mirosława Litmanowicz

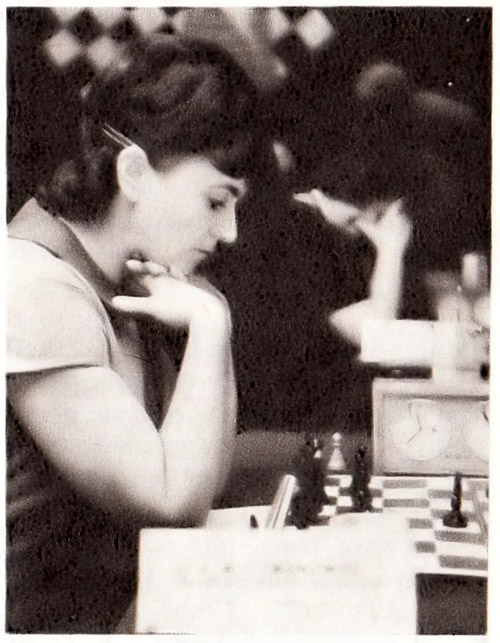
Miroslawa Litmanowicz während ihrer aktiven Zeit

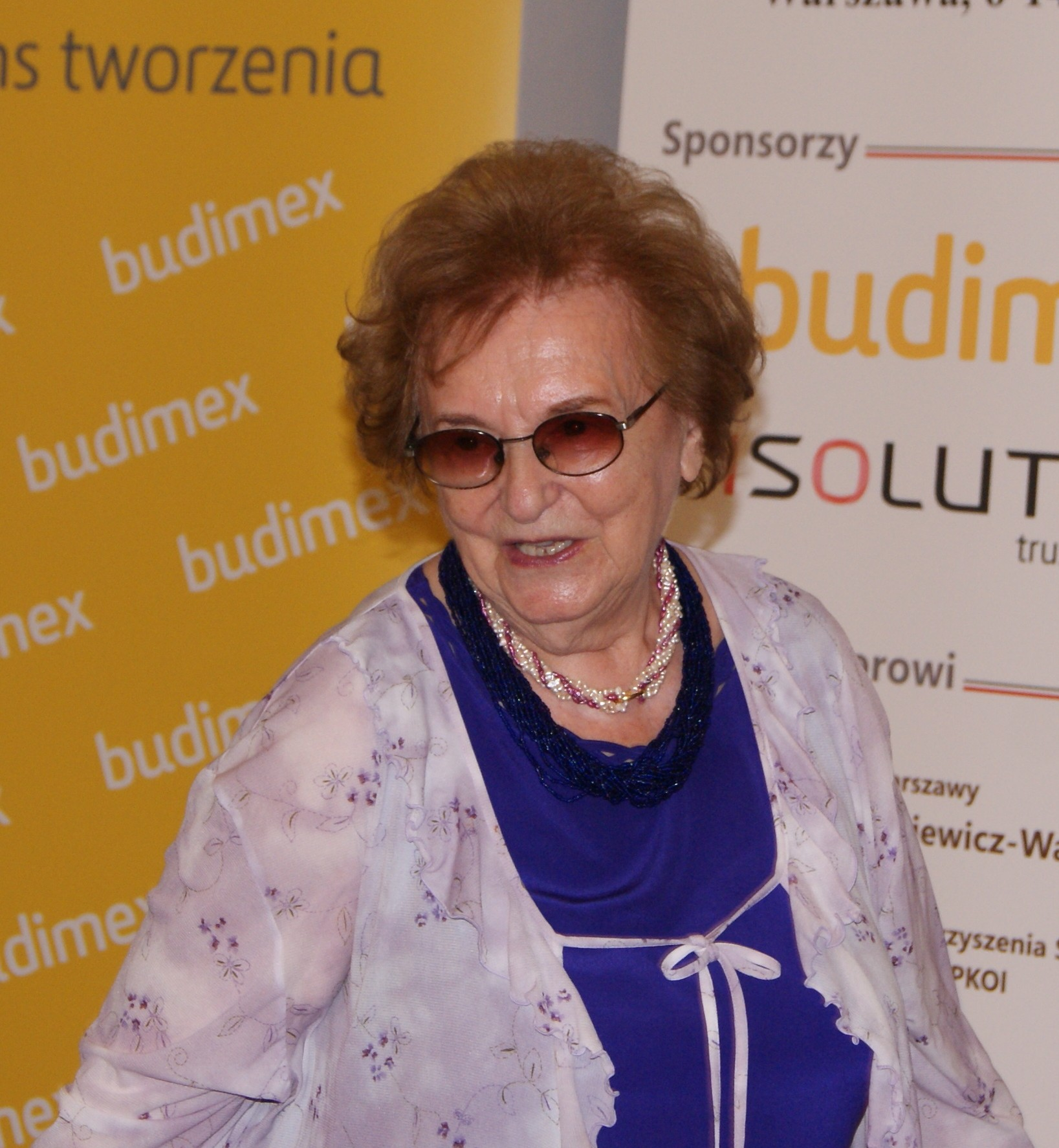
Mirosława Litmanowicz 2011

Mirosława Litmanowicz (geb. Kałęcka, * 6. September 1928 in Warschau; † 18. August 2017) war eine polnische Schachspielerin und Schachbuchautorin.
Mirosława Litmanowicz studierte Planung und Statistik und arbeitete anschließend im Ministerium für Binnenhandel. Auf Anregung eines Arbeitskollegen schloss sie sich dem Schachklub Ogniwo Warschau an. Nach nur sechs Monaten Training nahm sie an den polnischen Frauenmeisterschaften 1951 teil und wurde auf Anhieb Sechste. 1953 heiratete sie den polnischen Schachmeister Wladyslaw Litmanowicz. Im gleichen Jahr gewann sie mit Ogniwo Warschau die polnische Mannschaftsmeisterschaft.
Bis 1972 nahm sie an 16 Landesmeisterschaften der Frauen teil. 1968 wurde sie polnische Meisterin, in den Jahren 1957, 1958, 1964, 1969 und 1972 Vizemeisterin sowie 1961 und 1967 Dritte. Zwischen 1957 und 1972 nahm sie fünfmal an Schacholympiaden teil. Sie spielte viele internationale Turniere. Ihre besten Ergebnisse erzielte sie in Bled (1957, 1. Platz), Portoroz (1958, 1.–2. Platz), Wien (1960, 2. Platz), Imperia (1962, 3.–4. Platz), Piotrkow Trybunalski (1966, 2. Platz und 1969, 1.–2. Platz), Ulan Bator (1968, 4. Platz), Halle (1969, 2. Platz), Emmen (1970, 1.–2. Platz) und in Moskau (1971, 4. Platz). Sie nahm viermal an Zonenturnieren zu Weltmeisterschaften teil.
1967 erhielt sie den Titel Internationale Meisterin.
1974 zog sie sich vom aktiven Wettkampfsport zurück und wurde die weltweit erfolgreichste Schachbuchautorin. Allein ihr Lehrbuch für junge Leute wurde über 150.000 mal verkauft. 2004 erschien ihre Autobiografie Mein Leben mit dem Schach. Ihre Wohnung in Warschau war ein beliebter Treffpunkt für Schachgrößen.